# COUM Transmissions
COUM Transmissions fue un colectivo de artístico multidisciplinario y vanguardista, que funcionó en el Reino Unido desde 1969 hasta 1976. Fue formado en el condado de Yorkshire, Inglaterra.

## Trayectoria

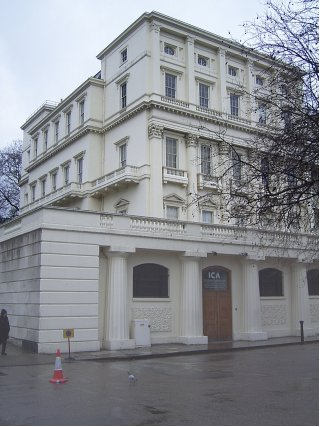
El Institute of Contemporary Arts de Londres en 2004. En este recinto, el colectivo realizó su presentación más radical, Prostitution en 1976.

Este colectivo fue subcultural, de músicos británicos, cineastas independientes, artistas de acción y conceptuales, que atrajo la atención de los medios de comunicación, a principios de la década de 1970 a través de actuaciones agresivas, provocativas y sorprendentemente inquietantes y fue uno de los pioneros de la industria posterior. Influenciado por los movimientos artísticos como el dadaísmo, surrealismo, accionismo vienés, los escritores de la generación Beat y la música underground, como en escritos de William S. Burroughs, Aleister Crowley o Brion Gysin y en el contexto del movimiento punk inicial, el grupo persiguió el objetivo no-conformista de cuestionar y romper los límites de la comprensión del arte convencional, las convenciones y normas sociales (y humanas), así como su estética. COUM tenía aspectos abiertamente confrontativos, subversivos y desafiantes de la sociedad británica convencional. Fundada en Hull, Yorkshire por Genesis P-Orridge, otros miembros prominentes incluyen a Cosey Fanni Tutti y Spydeee Gasmantell. Los miembros posteriores incluyeron a Peter "Sleazy" Christopherson y Chris Carter.
Sus miembros eran rotativos, e incluía elementos intelectuales y criminales. En 1976, Genesis y Cosey expusieron en el Instituto de Arte Contemporáneo de Londres (Institute of Contemporary Arts), en un espectáculo llamado Prostitution, que consistía en fotografías explícitas de lesbianas en posiciones sexuales, ensamblajes de cuchillos oxidados, jeringas, cabello ensangrentado, toallas sanitarias usadas, recortes de prensa y documentación fotográfica de las actuaciones de COUM en Milán y París. Los periódicos de Londres y los políticos del Reino Unido expresaron una gran indignación, incluido el diputado escocés Nicholas Fairbairn, quien se refirió al colectivo como los "destructores de la civilización occidental". Sin embargo, las membresías al Institute of Contemporary Arts aumentaron considerablemente como resultado del espectáculo COUM.
Las últimas presentaciones oficiales de COUM y exhibiciones de arte tuvieron lugar en 1976. Alrededor de ese tiempo, Génesis proclamó haber terminado con el arte de performance. Cosey, por otro lado, sintió que seguiría con esa táctica. El colectivo desapareció en 1976 y Genesis P-Orridge, Cosey Fanni Tutti, Peter Christopherson y Chris Carter, fundaron la banda pionera de música industrial, llamada Throbbing Gristle, en ese mismo año.

## Participantes
| - Genesis P-Orridge - Cosey Fanni Tutti - Chris Carter - Peter Christopherson - Spydeee Gasmantell - Tim Poston - "Brook" Menzies | - Haydn Robb - Les Maull (a.k.a. como The Reverend Lelli) - Ray Harvey - John Smith - Foxtrot Echo - Fizzy Paet - John Gunni Busck (a.k.a. John Lacey) |

## Filmografía
- Stocking Top And Swing - 1974
- Omissions - 1975
- Cease To Exist No1 - 1975
- Coudensation Mucus - 1975
- Rectum As Inner Space - 1976
- After Cease To Exist - 1977